# روبرت الكسندر
روبرت الكسندر (1911 - 1988) (بالإنجليزية: Robert Alexander)‏ هو لاعب كريكت نيوزلندي.